# Silberner Bär/Beste Schauspielerische Leistung in einer Nebenrolle

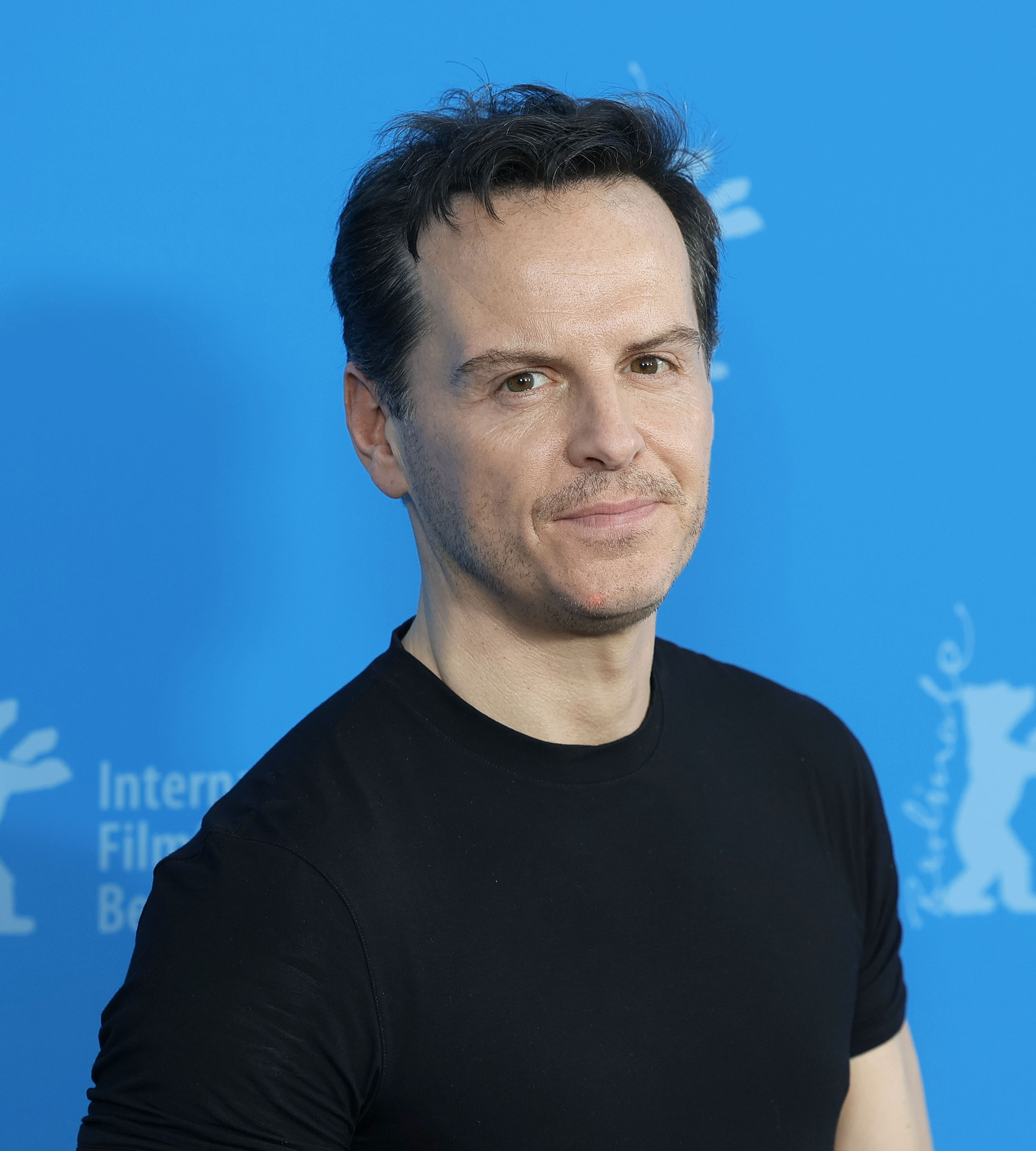
Preisträger 2025: Andrew Scott (Blue Moon)

Der Silberne Bär für die Beste Schauspielerische Leistung in einer Nebenrolle honoriert bei den jährlich veranstalteten Filmfestspielen von Berlin die Leistung einer Nebendarstellerin oder eines Nebendarstellers in einem Wettbewerbsfilm (Spielfilm).

## Geschichte
Die genderneutrale Auszeichnung wurde erstmals bei der 71. Auflage des Festivals im Jahr 2021 verliehen. Sie ersetzte gemeinsam mit dem Preis für die Beste Schauspielerische Leistung in einer Hauptrolle die seit 1956 vergebenen Silbernen Bären für die beste Darstellerin und den besten Darsteller. Über die Vergabe der Auszeichnung stimmt die Wettbewerbsjury ab, die sich meist aus internationalen Filmschaffenden zusammensetzt.
Der Verein ProQuote Film kritisierte seinerzeit die geschlechtsneutralen Preise bei Einführung als „Feigenblatt für Innovation“ und dass die Berlinale von Gendergerechtigkeit weit entfernt sei. Im Wettbewerb des Festivals würden viel mehr Filme von Männern als von Frauen laufen.

## Preisträger
| Jahr | Preisträgerin   | Originaltitel               | Deutscher Titel               |
| ---- | --------------- | --------------------------- | ----------------------------- |
| 2021 | Lilla Kizlinger | Rengeteg – mindenhol látlak | Forest – I See You Everywhere |
| 2022 | Laura Basuki    | Nana                        | Before, Now & Then            |
| 2023 | Thea Ehre       | Bis ans Ende der Nacht      | Bis ans Ende der Nacht        |
| 2024 | Emily Watson    | Small Things Like These     | k. A.                         |
| 2025 | Andrew Scott    | Blue Moon                   | k. A.                         |